# Atletiek op de Paralympische Zomerspelen 2024 - Kogelstoten mannen F33
Het Kogelstoten voor mannen klasse F33 op de Paralympische Zomerspelen 2024 vond plaats op 7 september in het Stade de France. Deze klasse is voor atleten met cerebrale parese met een prima handfunctie maar een slechte rompstabiliteit hebben. De winnaar van 2020 was Zakariae Derhem uit Marokko. Hij werd in 2024 opgevolgd door de Chinees Cai Bingchen, het zilver was voor de Kroaat Deni Cerni en Zakariae Derhem won de bronzen medaille.

## Records
Voorafgaand aan het toernooi waren dit het wereldrecord en het Paralympisch record.
| Wereldrecord        | Rusland Evgenii Malykh  | 12.36 | Doha  | 25 oktober 2015 |
| Paralympisch record | Marokko Zakariae Derhem | 11.37 | Tokio | 4 september     |

## Uitslag
| Rang   | Atleet            | Atleet | #1    | #2    | #3    | #4    | #5    | #6    | Resultaat | Bijz. |
| ------ | ----------------- | ------ | ----- | ----- | ----- | ----- | ----- | ----- | --------- | ----- |
| Goud   | Cai Bingchen      | CHN    | 10.38 | 12.08 | 12.16 | 12.22 | 12.77 | 11.10 | 12.77     | WR    |
| Zilver | Deni Cerni        | CRO    | 11.13 | 10.74 | 11.66 | 11.93 | 12.18 | 11.59 | 12.18     |       |
| Brons  | Zakariae Derhem   | MAR    | 11.13 | 11.26 | 10.58 | 11.02 | 10.64 | 10.99 | 11.26     |       |
| 4      | Kamel Kardjena    | ALG    | 10.81 | 10.84 | 10.68 | 10.88 | 10.89 | 11.16 | 11.16     |       |
| 5      | Aleksandr Khrupin | NPA    | 10.87 | 8.59  | 10.06 | 10.6  | 10.96 | 11.03 | 11.03     |       |
| 6      | Liu Li            | CHN    | 9.94  | 10.72 | 10.87 | 10.57 | 10.7  | 10.56 | 10.87     |       |
| 7      | Oussama Sassi     | TUN    | 9.88  | 10.25 | 10.1  | 9.72  | 9.43  | 10.43 | 10.43     |       |